# Cannomys badius
Cannonys badius é uma espécie de roedor da família Spalacidae. É a única espécie do gênero Cannomys. Pode ser encontrado em Bangladesh, Butão, Camboja, China, Índia, Mianmar, Nepal, e Tailândia.